# أندرو بارسونز (سياسي)
أندرو بارسونز هو سياسي كندي، ولد في 30 مايو 1979 في كندا. حزبياً، نشط في الحزب الليبرالي في نيوفندلاند ولابرادور ‏.